# Şeydanur Kaplan
Şeydanur Kaplan, née le 23 mars 2000, est une joueuse de goalball paralympique turque ayant une déficience visuelle. Elle était membre de l'équipe nationale qui a participé aux Jeux paralympiques d'été de 2020.
Elle a remporté la médaille d'argent lors des Championnats d'Europe de goalball 2017 à Lahti. Lors des Championnats du monde de goalball 2018 à Malmö, elle a également obtenu la médaille d'argent.